# Pauwel Kwak
La Pauwel Kwak è una birra scura ad alta fermentazione prodotta dall'industria della birra Brouwerij Bosteels in Belgio. È una birra in stile Belgian Strong Ale, con l'8,4% di alcool (vol) che va servita in un bicchiere di forma caratteristica, detto "bicchiere del cocchiere". Secondo il produttore, questo bicchiere venne creato per iniziativa dei cocchieri, in quanto la sua forma permetteva di appenderlo alla carrozza e quindi di consumarne il contenuto senza dover scendere da cassetta.